# Kete-Krachi
Kete-Krachi est une ville située dans la région de l'Oti, au Ghana. Elle est la capitale du district municipal de Krachi West et se trouve sur une péninsule adjacente au lac Volta. En 2013, la population de Kete-Krachi était d'environ 11 788 habitants,.

## Historique
Historiquement, Kete-Krachi était un centre commercial majeur, notamment pour le sel, les esclaves et le beurre de karité. La ville a été déplacée dans les années 1960 en raison de la construction du barrage d'Akosombo, entraînant la submersion de l'ancien site sous le lac Volta.

## Économie et infrastructures
L'économie locale est principalement agricole, avec environ 70 % de la population engagée dans l'agriculture. Le commerce et le tourisme contribuent également à l'économie de la ville. Kete-Krachi est reliée par un service de ferry à Kwadjokrom et par route à Bimbila et Dambai, facilitant ainsi les échanges commerciaux et le transport.

## Services de santé
Les services de santé à Kete-Krachi sont fournis par l'hôpital de district de Kete-Krachi, qui offre des soins curatifs et préventifs, y compris des interventions chirurgicales et des services de diagnostic.

## Climat
La ville bénéficie d'un climat tropical de savane, avec une saison des pluies d'avril à octobre et une saison sèche de novembre à mars. Les températures moyennes quotidiennes varient autour de 30 °C, avec des minimales moyennes de 25,5 °C,.

## Développement récent
En octobre 2020, le président Nana Akufo-Addoa inauguré la route de 64 Km reliant Kete-Krachi à Dodiokope, améliorant ainsi les infrastructures routières et facilitant les déplacements dans la région.

## Personnalités notables
Parmi les personnalités originaires de Kete-Krachi, on peut citer Al-Hajj Umaru (1858-1934), un écrivain, poète et imam influent.